# Ремисия
Ремисия (на латински: remissio „намаление, отслабване“) означава период от развитието на дадена болест или клинично състояние, през който пациентът или е свободен от симптомите си, или те са овладени и проявите им остават относително стабилни с течение на времето. Ремисиите могат да бъдат: резултат от естествения ход на заболяване проявяващо цикличен характер (например, малария, маниакално-депресивна психоза); спонтанни (например, при бъбречнокаменна болест) или в резултат на лечение (например, шизофрения, хронична дизентерия, различни видове рак и други).
В зависимост от степента на намаляване на субективните и обективни признаци на заболяване различаваме пълна и непълна ремисия. Пълна ремисия в някои случаи (например, хламидиоза) може да продължи в продължение на месеци и години, а в други – нестабилни и бързо се състояния се следва от нов пик (рецидив) на заболяването. При пълна ремисия е възможно все още да има някои признаци на заболяването (напр. хромозомни аномалии при левкемия), така че в много случаи се изисква продължаването на поддържащо лечение. В други случаи, дългосрочно пълна ремисия трудно се разграничава от практическото възстановяване (например, остра лимфобластна левкемия при деца).